# Croton argyrophylloides
Espèce
Croton argyrophylloides est une espèce de plantes à fleurs du genre Croton et de la famille des Euphorbiaceae, présente en Guyane française et au Brésil (Minas Gerais).
Il a pour synonymes :
- Croton tricolor, Müll.Arg., 1865
- Oxydectes argyrophylloides, (Müll.Arg.) Kuntze